# Baldovie Farmhouse
Das Baldovie Farmhouse ist ein Bauernhaus nahe der schottischen Ortschaft Kirriemuir in der Council Area Angus. 1971 wurde das Bauwerk in die schottischen Denkmallisten in der höchsten Denkmalkategorie A aufgenommen. Das zugehörige Taubenhaus ist ebenso wie eine Brücke über den Cromie Burn als Kategorie-B-Bauwerk klassifiziert.

## Beschreibung
Das Bauernhaus wurde im späten 17. Jahrhundert errichtet. Es steht rund fünf Kilometer westlich von Kirriemuir. Die Überarbeitung des Baldovie Farmhouse sowie der Anbau des Nordflügels im späten 18. Jahrhundert wird James Playfair zugeschrieben.
Das zweistöckige Baldovie Farmhouse ist im Stile der Neorenaissance ausgestaltet. Der Bruchsteinbau schließt mit einem schiefergedeckten Dach. An der westexponierten Hauptfassade tritt ein Mittelrisalit heraus, an dessen Fuß sich die Eingangstüre befindet, die über eine Vortreppe zugänglich ist.
Das südlich des Bauernhauses gelegene Taubenhaus stammt aus dem späten 17. oder frühen 18. Jahrhundert. Das Mauerwerk des kleinen Gebäudes besteht aus Bruchstein. Das abschließende Satteldach ist mit Schiefer eingedeckt.
Nahe dem Taubenhaus führt eine Brücke über den Bach Cromie Burn. Der Mauerwerksviadukt überspannt den Bach mit einem ausgemauerten Segmentbogen. Die Bruchsteinbrüstungen weiten sich an den Zufahrten auf. Ein eingelegter Stein in Form eines Vierpasses weist das Baujahr 1803 aus.